# Fuerte San Carlos (Mendoza)
El Fuerte San Carlos, también conocido como Fuerte Real San Carlos o simplemente Fuerte de San Carlos, fue una fortificación de carácter militar fundada en el año 1770. 
Fue fundado e ideado por el Maestre de Campo, Juan Martínez de Rozas, quien bajo las órdenes del Cabildo de la Capitanía General de Chile, se decidió ubicar una fortificación militar en la zona este de la Cordillera de los Andes. Su ubicación se daría en el paraje de La Isla, en las cercanías del arroyo Papagayos, zona de Mendoza.
El nombre del Fuerte fue puesto en honor a Carlos III, rey de la España Imperial.

## Objetivos
Sus objetivos fueron la de obtener un mayor control territorial sobre las zonas hostiles provocadas luego de la guerra de Arauco que ocurrió entre los años 1765 hasta el 1770 en la Capitanía General de Chile, tras lo cual, ha provocado levantamientos e incursiones, partes de los aucas, huilliches y de los pehuenches, ante las estancias coloniales ubicadas en Valle de Uco. Otros de sus objetivos fueron la de demarcar la  frontera virreinal del Perú en la provincia de Mendoza, donde es ubicado en el interior de los territorios de los pueblos originarios de los pehuenches. Este propósito tuvo una consecuencia de llevar a cabo un mayor control comercial entre los nodos del territorio de Chile con la zona regional de Cuyo.

## Características
El Fuerte de San Carlos contaba con las siguientes características:
- Formación cuadrada, cada esquina con un baluarte con garitas correspondientes.
- Murallas de adobón, con una altura de 4 varas (3,34 metros) y de longitud de los lados de 42 varas (35,11 metros).
- Un total de 11 (once) cuarteles. 6 (seis) ubicados en lado interior norte, y 5 (cinco) ubicados en el lado interior sur.
- Zona oeste interior se ubicaría la habitación del Comandante del Fuerte y la bóveda de Armas.

## Historia del Fuerte[5]
Tras haber sido construida en el año 1770, el Fuerte ha cumplido múltiples funciones durante sus años de vida, tanto con el comercio entre Chile y Cuyo, en conjunto con los pueblos originarios de la zona como los pehuenches. Sin embargo, en el año 1776, tras haberse reconocido las Reformas Borbónicas e impuestos por el rey Carlos III, se decidió entregar parte del territorio de Cuyo hacia su nuevo territorio: el Virreinato del Río de la Plata. Ante esto, la jurisdicción del Fuerte pasó a manos del nuevo gobierno virreinal recientemente creado.

#### Llegada del General San Martín en el Fuerte San Carlos
En el año 1816, el General José de San Martin arribó hacia el Fuerte San Carlos, donde abrió un parlamento ante los pueblos originarios de los pehuenches. Esto con el objetivo de reunir a mayor cantidad de hombres y recursos posible, con el fin de realizar la incursión hacia Chile y cumplir con sus objetivos militares.

## Actualidad
Actualmente, el Fuerte se encuentra preservado en el Museo Histórico Fuerte San Carlos. Donde se puede observar los cimientos de uno de los baluartes del propio Fuerte y las placas de conmemoración en la pared misma.  
El 7 de marzo del año 1951, fue declarado Monumento Histórico Nacional.  
El 19 de abril del año 2017, se produjo un derrumbe de la recubierta del cemento de las ruinas del Fuerte, dejando expuesto mayoritariamente sus cimientos y los ladrillos de adobón.

## Nota y referencias
1. ↑  de Driollet, Inés Sanjurjo (2016). Los corregidores de la Provincia de Cuyo y sus agitadas relaciones con el cabildo de Mendoza (1748-1784). La Plata, Argentina: Historia Regional. Enfoques y articulaciones para complejizar una historia nacional.
2. 1 2  Manchado, Martina Gabriela (2024). El fuerte de San Carlos (Valle de Uco, Mendoza, 1770): un nodo en los circuitos comerciales entre indígenas e hispanocriollos. Río Cuarto - Córdoba - Argentina: Revista TEFROS.
3. ↑  Enrique Guerrero (Noviembre, 2019). «Fuerte Real San Carlos». Huellas Cuyanas.
4. ↑  Chaca, Dionisio. «'Francisco Esquivel Aldao, “Descripción del Fuerte San Carlos, 10 de mayo de 1789"'». Síntesis histórica del Departamento Mendocino de San Carlos.
5. ↑  Esta sección aún falta información sobre los hitos del Fuerte de San Carlos. Si alguien desee agregar información, estaría agradecido.
6. ↑  «Se derrumbó parte del Fuerte de San Carlos, lugar clave de la gesta sanmartiniana». Los Andes. 20 de abril de 2017.